# (108382) Karencilevitz
(108382) Karencilevitz est un astéroïde de la ceinture principale.

## Description
(108382) Karencilevitz est un astéroïde de la ceinture principale. Il fut découvert le 18 mai 2001 à Anza (Californie) par Michael Collins et Minor White. Il présente une orbite caractérisée par un demi-grand axe de 2,66 UA, une excentricité de 0,02 et une inclinaison de 22,7° par rapport à l'écliptique.

## Compléments